# Schweizer Truppen in französischen Diensten für die Königshäuser Bourbon 1814–1830 und Orléans 1830–1848

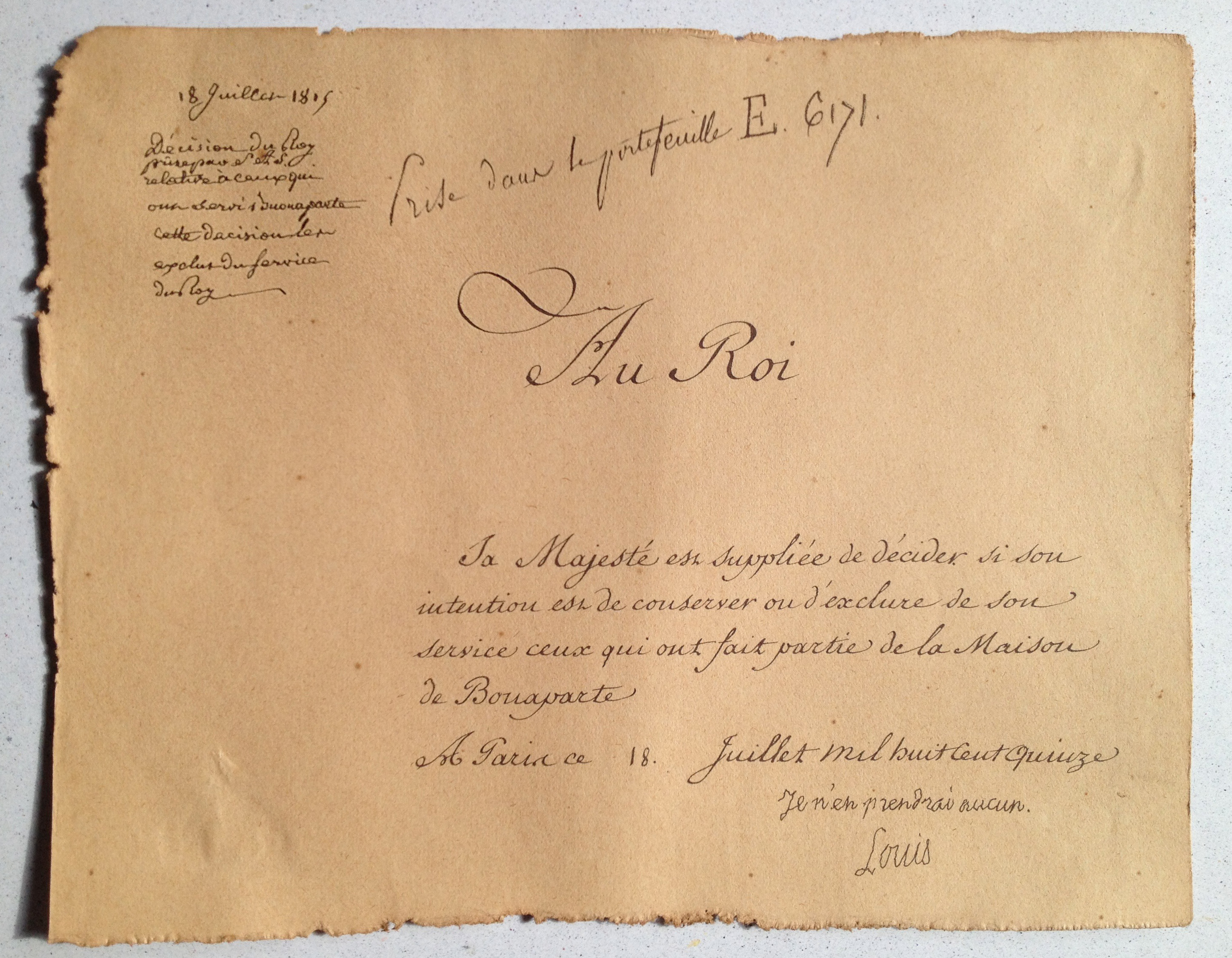
"Je n’en prendrai aucun.
Louis" (Ich werde keinen davon nehmen. Ludwig).
Faksimile einer Denkschrift von 1815 mit dem handschriftlichen Entscheid von König Ludwig XVIII., keine Anhänger Napoleons in seine Dienste zu nehmen

Von 1814 bis 1830 waren erneut sieben Schweizer Truppen in französischen Diensten für die Bourbonen der Restauration im Einsatz, als Leibgarde sowie als königliche Haus- und Schutztruppen. Teile davon bildeten in der Folge den Kern der Fremdenlegion des Hauses Orléans.
Die Tagsatzung hatte 1814, nach der ersten Verbannung von Napoleon (Elba), die Schweizer Truppen in französischen Diensten von ihrem Eid entbunden und dem wieder eingesetzten König Ludwig XVIII. aus dem Haus  Bourbon unterstellt. Die kurzzeitige Rückkehr Napoleons an die Macht im folgenden Jahr veranlasste die Tagsatzung zum Abzug der vier Bataillone und zwang Ludwig XVIII. vorübergehend zur Flucht nach Gent. Er hatte 1814, bereits vorher, die Königliche Schweizergarde nach dem Vorbild der Hundertschweizer der Valois wiedererrichtet. Sie begleitete ihn 1815 nach Belgien und, drei Monate später, nach der endgültigen Verbannung Napoleons (St. Helena), wieder zurück nach Paris. 1816 schloss er mit den Kantonen eine Kapitulation auf 25 Jahre für sechs Schweizer Truppen ab, die er 1823 bei der Invasion von Spanien (im Auftrag der Heiligen Allianz) einsetzte. Während der Julirevolution von 1830 beschützten sie unter schwersten Verlusten seinen Nachfolger Karl X., den letzten Bourbonen auf dem französischen Thron. Sie wurden daraufhin von der Eidgenossenschaft endgültig abberufen.
Nach ihrer Auflösung bildeten Teile davon die Basis für die neu gegründete französische  Fremdenlegion des Bürgerkönigs Louis-Philippe I., Nachfolger von Karl X. aus dem Haus Orléans und letzter König der Franzosen.
1815 war auch das Jahr, in dem der Wiener Kongress die Grenzen der heutigen Schweiz festlegte und die Eidgenossen mit dem Bundesvertrag die erste eigenständige Verfassung in Kraft setzten. Sie wurde 1848 von der Bundesverfassung der Schweiz von heute abgelöst, in deren Rahmen die Schweizer Truppen in fremden Diensten schrittweise abgeschafft wurden.
Schweizer Truppen in fremden Diensten hiess der von Behörden der Schweizer Eidgenossenschaft mit Staatsverträgen geregelte Solddienst von geführten, ganzen Truppenkörpern im Ausland.
Diese Verträge enthielten ein Kapitel, das die militärischen Angelegenheiten regelte: die sogenannte Kapitulation (oder Privatkapitulation, wenn einer der Vertragspartner ein privater Militärunternehmer war).

## Übersicht der Schweizer Truppen in französischen Diensten für die Bourbonen der Restauration und der Fremdenlegion ihres Nachfolgers Louis-Philippe I. aus dem Haus Orléans
| Haus Bourbon                  |                                                                |                     |
| König Ludwig XVIII. 1814–1824 |                                                                |                     |
| #fra                          | Bezeichnung                                                    | Jahr                |
| 87                            | Königliche Schweizer Garde Königliche allgemeine Garde zu Fuss | 1814–1815 1815–1830 |
| 88                            | 7. Garderegiment                                               | 1816–1830           |
| 89                            | 8. Garderegiment                                               | 1816–1830           |
| 90                            | 1. Schweizer Linienregiment                                    | 1816–1830           |
| 91                            | 2. Schweizer Linienregiment                                    | 1816–1830           |
| 92                            | 3. Schweizer Linienregiment                                    | 1816–1830           |
| 93                            | 4. Schweizer Linienregiment                                    | 1816–1830           |
| König Karl X. 1824–1830       |                                                                |                     |

| Haus Orléans                      |                            |            |
| König Louis-Philippe I. 1830–1848 |                            |            |
| #fra                              | Bezeichnung                | Jahr       |
| 94                                | französische Fremdenlegion | 1831–heute |

| - Haus Bourbon - Ludwig XVII. - Ludwig XVIII. - Karl X. | - Haus Orléans - Louis-Philippe I. |

## Ein König in der Defensive braucht verlässliche Haustruppen
Louis Stanislas Xavier de Bourbon war rechtzeitig vor dem jakobinischen Terror ins Ausland geflüchtet, als sein älterer Bruder, König Ludwig XVI. und die Königin Marie-Antoinette 1793 unter der Guillotine hingerichtet wurden. Als deren Sohn, Louis Charles – nominell als Ludwig XVII. der Dauphin – zwei Jahre später, als Zehnjähriger auf sich allein gestellt im Temple-Gefängnis von Paris lebend, an (wahrscheinlich) Tuberkulose starb, wurde er zum ersten Anwärter auf den französischen Thron. Er war allerdings gezwungen, im Schatten des Siegeszuges von Napoleon Bonaparte, meist in Isolation, fast ständiger Geldnot und demütigender Abhängigkeit vom Grossmut von Regierungen und Fürsten, dauernd seinen Aufenthaltsort in Europa zu wechseln. 1814, beim Sturz von Napoleon, lebte er als Graf von Lille in England, als ihn die provisorische Regierung Talleyrands, im Namen der alliierten Besatzung in Paris, als Ludwig XVIII. zum König von Frankreich und Navarra erklärte. Die Tagsatzung enthob sogleich die Schweizer Truppen ihres Eides für Napoleon und unterstellte sie dem neuen Staatsoberhaupt.
Sein Einzug in Paris wurde ab Compiègne von Oberst Charles Philippe d’Affry aus Freiburg, Kommandant des 4. Schweizer Regiments, mit hundert seiner Grenadiere eskortiert. Ludwig XVIII. beeilte sich umgehend, diese improvisierte Leibwache durch eine reguläre Kompanie "Hundertschweizer" unter der Bezeichnung "Königliche Schweizer Garde" abzulösen und erliess eine entsprechende Verordnung.
| Kommandant         |
| 1 Hauptmann-Oberst |

| Stab:                              |
| 1 Regiments-Adjutant (aide-major)  |
| 1 Unter-Adjutant (sous-aide-major) |
| 1 Fähnrich                         |
| 1 Oberfourier, als Quartiermeister |
| 1 Feldprediger                     |
| 1 Oberchirurg                      |
| 1 Unterinspektor                   |

| Mannschaft:                                  |
| 2 Leutnants                                  |
| 2 Unterleutnants                             |
| 4 überzählige Unterleutnants, ohne Besoldung |
| 2 Feldweibel                                 |
| 4 Wachtmeister                               |
| 2 Fouriere                                   |
| 8 Korporale                                  |
| 4 Tambouren                                  |
| 2 Pfeifer                                    |
| 100 Gardisten                                |

Ludwigs XVIII. Versuch, als neues Staatsoberhaupt mit einer Verfassung (Charte) den Weg der Versöhnung einzuschlagen, erzeugte an beiden politischen Rändern heftige Kritik. Zudem musste er im Frühjahr 1815, bei der überraschenden Rückkehr Napoleons an die Macht, Paris bereits wieder überstürzt verlassen. Er flüchtete resigniert nach Gent, wieder ins Exil. Drei Monate später, nach der Schlacht bei Waterloo und der endgültigen Abdankung Napoleons, konnte er unter dem alliierten Schutzschirm jedoch endgültig auf den französischen Thron zurückkehren. Er war auf dem Hin- und dem Rückweg von seiner "Königlichen Schweizer Garde" begleitet worden. Die anderen vier Schweizer Truppen hatte die Schweiz aber inzwischen nach Hause geholt und in eidgenössischen Dienst genommen.

## Schweizer Truppen nur gegen Handelserleichterungen?
Die Verhandlungen mit der Eidgenossenschaft über eine Kapitulation für zwei Schweizer Garderegimenter und vier Linienregimenter gestalteten sich zäher als erwartet. Die Schweiz hatte, vom napoleonischen Joch befreit und nach erheblichem Druck der alliierten Grossmächte, 1814 mit dem Bundesvertrag die erste eigenständige, föderalistische Verfassung in Kraft gesetzt. Sie löste die Mediationsakte ab und verlagerte die politische Entscheidungskompetenz wieder auf die Kantone zurück, beliess militärische Angelegenheiten jedoch auf Bundesebene. Interessenkonflikte waren unvermeidlich. Der französische Gesandte Talleyrand musste mit zwei Gruppen verhandeln:
1. Zürcher Gruppe, mit eher liberalem, wirtschaftsfreundlichem Gedankengut: in diesen Kantonen herrschte die Meinung vor, dass Handelserleichterungen wichtiger seien als Militärkapitulationen. Das dringende Bedürfnis des französischen Königs für loyale Truppen, solle zu Verhandlungen genutzt werden, mit dem Ziel:
- Den Warentransit des Binnenlandes Schweiz von und zu den französischen Seehäfen zu garantieren;
- Den Warentransit gebührenfrei oder zumindest kostengünstiger zu gestalten;
- Das Exportverbot von wichtigen französischen Landwirtschaftsprodukten in die Schweiz aufzuheben;
- Das Importverbot von schweizerischen Industrieprodukten nach Frankreich zu eliminieren;
- Die prohibitiven französischen Einfuhrzölle für übrige Schweizer Exporte zu reduzieren.

2. Berner Gruppe, mit konservativer Tendenz: "Mousseline und Militär" hätten nichts gemeinsam.
Talleyrand schätzte die Gegenseite wohl richtig ein und "winkte mit dem Zaunpfahl": für die aus napoleonischer Zeit ausstehenden Soldzahlungen fühle sich Ludwig XVIII. nicht verpflichtet, ausser ... Die Militärs setzten sich daraufhin gegen die Wirtschaft durch. Nach zwei Jahren kam 1816 die Kapitulation endlich zustande.
| Zürcher Gruppe             |                          |                         |
| Kanton                     | Linienregiment Kompanien | Garderegiment Kompanien |
| Zürich                     | 4                        | 3                       |
| St. Gallen                 | 4                        | 3                       |
| Schaffhausen Basel Thurgau | 4                        | 3                       |
| Graubünden                 | 4                        | 3                       |
| Waadt                      | 4                        | 3                       |
| Aargau Tessin              | 4                        | 3                       |
| Total                      | 24                       | 18                      |

| Berner Gruppe |                          |                         |
| Kanton        | Linienregiment Kompanien | Garderegiment Kompanien |
| Bern          | 3                        | 3 (½ Bataillon)         |
| Luzern        | 3                        | 2                       |
| Nidwalden     | 1                        | ½                       |
| Zug           | 1                        | ½                       |
| Freiburg      | 3                        | 2                       |
| Genf          | 1                        | 1                       |
| Solothurn     | 3                        | 3 (½ Bataillon)         |
| Uri           | 1                        | ½                       |
| Schwyz        | 2                        | 1½                      |
| Obwalden      | 1                        | ½                       |
| Glarus        | 1                        | ½                       |
| Wallis        | 4 (1 Bataillon)          | 3 (½ Bataillon)         |
| Total         | 24                       | 18                      |

Einige Vertragselemente:

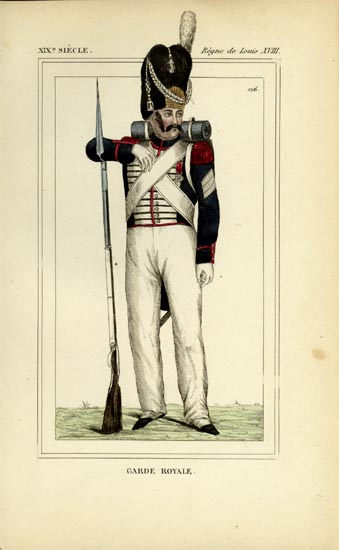
Grenadier der Garde

- Die 20 Kantone verpflichteten sich gemeinsam für 48 grosse Kompanien in den Linienregimentern und 36 grosse Kompanien in den Garderegimentern (Aus diesen grossen Kompanien wurden dann die geeigneten Mannschaften für die Elitekompanien der Grenadiere und Voltigeure ausgewählt);
- Die Offiziere der kantonalen Kompanien mussten das Bürgerrecht dieses Kantons mit einem Zeugnis des betreffenden Regierungsrates ausweisen. Die Mannschaft hatte aus Freiwilligen und Schweizern zu bestehen, mit Ausnahme der Linien-Kompanien. Dort waren bis 1/4 landesfremde Unteroffiziere und Soldaten erlaubt;
- Bewerber mussten frei von Gebrechen sein, sich für vier Jahre verpflichten und mindestens eine Körpergrösse (barfuss gemessen) aufweisen von: Garde 1,58 m, Linie 1,55 m, Voltigeur 1,52 m;
- Die Jahresbesoldung der Offiziere lag wesentlich höher als bei vergleichbaren Franzosen (Beispiel Oberst: Garde Fr. 12'500/6'250, Linie 6'000/5'000), bei den unteren Rängen leicht höher bis gleich;
- Die Uniform wurde von der französischen Regierung bestimmt und änderte sich im Verlaufe der Zeit. 1821 beispielsweise trug die Garde einen scharlachroten Rock mit königsblauen Aufschlägen für das 7. und roten für das 8. Garderegiment, sowie königsblauen (im Sommer weissen) Hosen. Auf dem Kopf sass ein Tschako aus schwarzem Filz mit weissen Fangschnüren, dem Metallschild mit den Lilien und einem weissen Federbusch. Die Grenadiere trugen hohe Bärenfellmützen. Die Linie hingegen einen krapproten Rock mit weissen Knöpfen mit der Nummer der Einheit und himmelblauen (im Sommer weissen) Hosen. Die Kopfbedeckung war ebenfalls ein Tschako. Die Bewaffnung und Ausrüstung entsprach derjenigen der französischen Infanterie (Standard: französisches Infanteriegewehr Modell 1777):

- Die Verwendung der Truppen ausserhalb des europäischen Festlandes und als Garnison auf Schiffen war nicht erlaubt, die Direktbegegnung im Einsatz sollte vermieden werden;
- Die freie Religionsausübung und eigene Justiz mit schweizerischem Militärtribunal war zugesichert;
- Die Offiziere hatten, ungeachtet ihrer Religion, freien Zugang zu allen bürgerlichen und militärischen Stellen und Würden;
- Das Rückrufsrecht der Kantone bei Eigenbedarf im Kriege war gewährleistet.

| Bezeichnung, Einsatzdauer         | (88fra) 7. Garderegiment 1816–1830 (89fra) 8. Garderegiment 1816–1830 |
| Jahr, Vertragspartner             | 1816, Kapitulation von Ludwig XVIII. mit den Kantonen (ohne Appenzell und Neuenburg). |
| Bestand, Formation                | 1 Brigade mit 2 Garderegimentern: - Brigadekommando: 1 schweizerischer Feldmarschall im Range eines Generalleutnants mit einem schweizerischen Generaladjutanten und schweizerischem Generalstab; - Jedes der 2 Garderegimenter mit 1 Stab und 3 Bataillonen: - Grosser Stab mit 19 Mann: 1 Oberst, 1 Oberstleutnant, 3 Bataillonschefs, 1 Major, 3 Adjutant-Majoren, 1 Quartiermeister, 1 Hauptmann für das Bekleidungswesen, 1 Grossrichter, 1 zweiter Quartiermeister, 1 Fähnrich, 1 Chirurg-Major, 2 Unterchirurgen, 1 katholischer und 1 reformierter Feldprediger; - Kleiner Stab mit 26 Mann: 3 Adjutant-Unteroffiziere, 1 Tambour-Major, 3 Tambour-Korporale, 12 Musikanten (davon 1 Chef), 1 Schneidermeister, 1 Gamaschenmacher, 1 Schustermeister, 1 Büchsenschmied, 3 Profosse; - Grosser und kleiner Stab: total 45 Mann, davon 19 Offiziere; - Jedes der 3 Bataillone mit 8 Kompanien: 6 Füsilierkompanien, 1 Grenadier- und 1 Voltigeurkompanie; - jede der 8 Kompanien mit: - 3 Offizieren (1 Hauptmann, 1 Leutnant, 1 Unter-Leutnant); - 14 Unteroffizieren (1 Feldweibel, 4 Wachtmeister, 1 Fourier, 8 Korporale); - 74 Soldaten; - 2 Tambouren; - maximal 2 Regimentskindern; - Bestand Kompanie total: 93 Mann (3 Offiziere und 90 Unteroffiziere und Soldaten); - Bestand Garderegiment total: 2'227 Mann (Kompanien à 93 Mann: 18 Füsiliere: 1'674/ 6 Grenadiere und Voltigeure: 558/ Stab: 45), mit 91 Offizieren (davon 19 Stabsoffiziere) und 2'186 Unteroffizieren und Soldaten (davon 26 im kleinen Stab). |
| Herkunft Kader, Truppe            | Die Kompanien und Offiziere waren kantonal. |
| Besitzer, Kommandant, Namensgeber | Kommandanten waren: - Schweizerische Brigade der königlichen Garde: Heinrich von Salis-Zizers, Graubünden, 1825: Friedrich Heinrich von Högger; - General-Adjutant: François Nicolas Ignace de Gady, Freiburg; - 7. Garderegiment: Friedrich Heinrich von Högger, 1825: Franz Simon Fidelis Rudolf Anton von Salis-Zizers; - Oberstleutnant: Eugène de Courten, Siders, 1817: Philippe de Maillardoz, Freiburg; - Bataillonschefs: Heinrich Heidegger, Zürich, 1825: Balthasar A’Bundy von Ilanz/ Philippe de Maillardoz, Freiburg, 1817: Rudolf Karl Amédée von Muralt, Bern/ Auguste de Bontems-Lefort, Genf, 1825: Franz Kottmann, Schongau; - 8. Garderegiment: Charles Philippe d’Affry aus Freiburg, 1818: Eugène de Courten, 1825: Joseph von Besenval, Solothurn; - Oberstleutnant: Joseph von Besenval, Solothurn, 1825: Johann Jakob Gächter, St. Gallen; - Bataillonschefs: Abraham Rösselet, Twann/ Johann Jakob Gächter, St. Gallen, 1825: Jacques Armand, Waadt/ César Auguste de St. Denis, Senarclens; |
| Einsatz, Ereignisse               | Nach der Besammlung in Besançon und ersten Musterung in Dijon, bezogen die beiden Garderegimenter ihre Kasernen in Paris/Rueil und in Orléans. Im Rhythmus von 3 Monaten wurde immer ein Bataillon nach Paris abkommandiert um zusammen mit französischen Einheiten die äussere Wache der königlichen Paläste wahrzunehmen. Die Leerzeiten zwischen den Wachen wurden bei geeigneter Witterung mit Exerzieren ausgefüllt. Neben gelegentlichen Auftritten bei zeremoniellen Anlässen und Defilees war dieser Dienst ziemlich eintönig, aber wegen der sprachlichen Barrieren zwischen den Truppen beider Nationen und der Komplexität des höfischen Paris dennoch anspruchsvoll. Dieser Garnisonsdienst wurde nur einmal von einem Feldzug unterbrochen, der Intervention von Frankreich 1823 in Spanien im Auftrag der Heiligen Allianz. Er hatte die Niederschlagung der spanischen Revolution und die Befreiung des in Cadiz gefangenen spanischen Königs Ferdinand VII. zum Ziel. Im Einsatzheer unter dem Kommando des Herzogs von Angoulême, dem ältesten Sohn des späteren Königs Karl X., befand sich im 4. Korps, der Reserve unter General Bordesoulle, auch eine Schweizer Truppe. Das 4. Marschregiment der königlichen Garde (4e Régiment de marche de la Garde Royale), in der von Generalleutnant de Bourmont geführten Infanteriedivision der königlichen Garden, war ein Schweizer Garderegiment ad hoc. Es bestand aus den beiden Bataillonen von Muralt aus dem 7. und de St. Denis aus dem 8. Garderegiment und wurde durch Freiwillige auf 1'500 Mann ergänzt. Das Kommando über diese Truppe war Oberst Eugène de Courten, dem Kommandanten des 8. Garderegiments, übertragen. Sie war an der einzigen bedeutenden Aktion direkt beteiligt, der Schlacht von Trocadero auf der Halbinsel vor der Stadt Cádiz. Das 1. Bataillon (von Muralt) umfasste die Kompanien von Graffenried (Grenadiere), Germann (Zürich), Hirzel (Zürich), von Diesbach (Freiburg), Blarer (Basel), von Kalbermatten (Wallis), von Tschann (Solothurn) und Rupplin (Schaffhausen, Voltigeure). Das 2. Bataillon (de St. Denis) bestand aus den Kompanien von Courten (Wallis, Grenadiere), Müller (Uri), von Schaller (Freiburg), Lutz (Schwyz), von Kalbermatten (Wallis), Deville (Aargau), von Salis (Graubünden) und Christen (Voltigeure). Das Garderegiment ad hoc marschierte im Frühjahr 1823 bei Regen und Kälte von Paris ab nach Bayonne und von da über San Sebastian nach Madrid. Eine der Herausforderungen des auf Disziplin und Ordnung bedachten Obersten de Courten war offenbar der gute aber günstige Wein im Südwesten Frankreichs, dem seine Truppe (zu) kräftig zusprach. Zu ernsthaften Feindkontakten kam es nicht. Auch nicht, als nach zwei Monaten Aufenthalt in der spanischen Hauptstadt, der Gegner auf dem Weg nach Cadiz in Andalusien in der Sierra Morena mit anstrengenden Märschen und Kontermärschen bei grosser Hitze ausmanövriert wurde. Cadiz war bei Ankunft des Garderegiments ad hoc (und nach dem Verbrauch von durchschnittlich 7 Paar Schuhen pro Mann!) bereits von den französischen Truppen von der Landseite her abgeriegelt. De Courten und das 2. Bataillon (de St. Denis) waren für den Dienst im Hauptquartier verantwortlich, das der Herzog in Puerto Santa Maria errichtete. Das 1. Bataillon (von Muralt) wurde nach Puerto Real zu Schanzarbeiten bei der Cordatura (Kanalgraben) vor der Halbinsel Trocadero verlegt. Der Angriff auf Trocadero erfolgte in der Nacht des 31. August 1823. Die Sturmtruppe bestand aus einer ersten Angriffskolonne mit den 14 Elitekompanien der königlichen Garderegimenter, darunter die 2 des Bataillons von Muralt, 100 Sappeuren und einer Artilleriebatterie ohne Geschütze. Die zweite Angriffskolonne wurde mit den restlichen Kompanien der Garde und dem 34. Linienregiment gebildet. Kurz vor Ebbe um 02:30 morgens nahm die erste Angriffskolonne der Franzosen, durch das schultertiefe Wasser der Cordatura und im feindlichen Feuer der Musketiere und Mitrailleure angreifend, die ersten spanischen Stellungen mit gesenktem Bajonett im Sturm. Die eingebettete Artilleriebatterie bemächtigte sich der gegnerischen Geschütze und setzte sie erfolgreich zu Gunsten des weiteren französischen Angriffs auf die in den Westen der Halbinsel zurückgedrängte Besatzung der (1812 bei Napoleons Rückzug grösstenteils zerstörten) Festungen San Luis und Matagorda ein. Der Herzog von Angoulême liess, über eine inzwischen eingebaute Pontonbrücke angelangt, trockene Munition verteilen. Um 09:00 ergab sich der Kommandant der Aufständischen nach schweren Verlusten und ging zusammen mit 1'000 Mann in Gefangenschaft. Nach einem Monat mit schwerem Bombardement der Stadt und der Festung San Lorenzo del Puntales von Trocadero aus, und zunehmend durch die anrückende französische Marine von der Seeseite her, kapitulierte auch die Besatzung von Cádiz. Der Krieg war damit beendet und König Ferdinand VII. wieder frei. Er, Ludwig XVIII. und der Herzog von Angoulême verliehen später zahlreiche Auszeichnungen an die siegreichen Angreifer, darunter auch viele Schweizer Truppenangehörige, die nur geringe Verluste zu beklagen hatten. (Die französische Intervention in Spanien war der Anlass zur Rede zur Lage der Nation von 1823 des US-Präsidenten James Monroe vor dem Kongress, in der er die Grundzüge einer langfristigen Außenpolitik der Vereinigten Staaten entwarf, die sogenannte Monroe-Doktrin). Das Schweizer Garderegiment ad hoc de Courten gelangte erst im Sommer 1824 zurück nach Paris. Es war nach dem Spanienfeldzug als vorläufige Garde des spanischen Königs Ferdinand VII. nach Madrid detachiert worden. 1830 im Juli, beim Ausbruch der Aufstände gegen die Bourbonen in Paris, wurde das 7. Garderegiment von Salis in schwere Strassen- und Barrikadenkämpfe geschickt und verzeichnete dabei, und bei der Verteidigung von Louvre, Tuilerien und der Babylonkaserne gegen die Angriffe der entfesselten Revolutionäre, zwischen 300 und 400 Tote und Verwundete. Es wurde in Orléans zusammen mit dem 8. Garderegiment entwaffnet, was der Erhaltung der Disziplin sehr abträglich war. Einige liessen sich im Eilverfahren naturalisieren, andere verkauften ihre Ausrüstung, viele desertierten. Beide Garderegimenter trafen schliesslich in ziemlich schlechtem Zustand in Besançon ein. Die einzelnen in der Hauptstadt Paris und auf dem Rückzug nach Orléans zurückgebliebenen, versprengten und verwundeten Schweizer wurden vom Schweizer Geschäftsträger Tschann, dem von der Tagsatzung entsprechende Kredite genehmigt wurden, unterstützt und mit Reisegeld ausgerüstet. Die provisorische Regierung gestattete ihnen, in kleinen Gruppen von 20 bis 30 und schliesslich bis zu 100 Mann an die Grenze zurückzumarschieren. Die Abdankung fand in Besançon zusammen mit den vier Linienregimentern statt. Viele traten 1831 ins 1. Bataillon der französischen Fremdenlegion ein. |

| Bezeichnung, Einsatzdauer         | (90fra) 1. Linienregiment 1816–1830 (91fra) 2. Linienregiment 1816–1830 (92fra) 3. Linienregiment 1816–1830 (93fra) 4. Linienregiment 1816–1830 |
| Jahr, Vertragspartner             | 1816, Kapitulation von Ludwig XVIII. mit den Kantonen (ohne Appenzell und Neuenburg). |
| Bestand, Formation                | 4 Linienregimenter: - Jedes der 4 Linienregimenter mit 1 Stab, 3 Bataillonen und 1 Artilleriesektion; - Grosser Stab mit 18 Mann: 1 Oberst, 1 Oberstleutnant, 3 Bataillonschefs, 1 Major, 3 Adjutant-Majoren, 1 Quartiermeister, 1 Hauptmann für das Bekleidungswesen, 1 Grossrichter, 1 Fähnrich, 1 Chirurg-Major, 2 Unterchirurgen, 1 katholischer und 1 reformierter Feldprediger; - Kleiner Stab mit 26 Mann: 3 Adjutant-Unteroffiziere, 1 Tambour-Major, 3 Tambour-Korporale, 12 Musikanten (davon 1 Chef), 1 Schneidermeister, 1 Gamaschenmacher, 1 Schustermeister, 1 Büchsenschmied, 3 Profosse; - Grosser und kleiner Stab: total 44 Mann, davon 18 Offiziere; - Artilleriesektion mit 40 Mann und 2 Geschützen: 1 Offizier (1 Leutnant), 4 Unteroffiziere (1 Wachtmeister, 1 Korporal, 1 Fourier, 1 Brigadier (Gefreiter?)), 20 Kanoniere (davon 1 Feuerwerker), 15 Trainsoldaten (davon 1 Feuerwerker); - Jedes der 3 Bataillone mit 6 Kompanien: 4 Füsilierkompanien, 1 Grenadier- und 1 Voltigeurkompanie; - jede der 6 Kompanien mit: - 4 Offizieren (1 Hauptmann, 1 Leutnant erster Klasse, 1 Leutnant zweiter Klasse 1 Unter-Leutnant); - 14 Unteroffizieren (1 Feldweibel, 4 Wachtmeister, 1 Fourier, 8 Korporale); - 84 Soldaten; - 2 Tambouren; - maximal 2 Regimentskindern; - Bestand Kompanie total: 104 Mann (4 Offiziere und 100 Unteroffiziere und Soldaten); - Bestand Linienregiment total: 1'956 Mann (Kompanien à 104 Mann: 12 Füsiliere: 1'248/ 6 Grenadier und Voltigeure: 624/ Stab: 44/ Artilleriesektion: 40), mit 91 Offizieren (davon 18 Stabsoffiziere) und 1'865 Unteroffizieren und Soldaten (davon 26 im kleinen Stab). |
| Herkunft Kader, Truppe            | Die Kompanien und Offiziere waren kantonal: - 1. Linienregiment: Zürich 3, Basel 3, St. Gallen 3, Thurgau 3, Schaffhausen 3; - 2. Linienregiment: Uri 3, Schwyz 3, Obwalden 3, Glarus 3, Solothurn 3, Wallis 3; - 3. Linienregiment: Bern 5, Luzern 3, Nidwalden 1, Zug 2, Freiburg 3, Genf 3; - 4. Linienregiment: Graubünden 4, Aargau 4, Waadt 4, Tessin 4; |
| Besitzer, Kommandant, Namensgeber | Kommandanten waren: - 1. Linienregiment: Salomon Bleuler aus Zürich; - Oberstleutnant: Johann Friedrich Im Thurn, Schaffhausen; - Bataillonschefs: Peter Anton Danielis, Rorschach/ Heinrich Bleuler, Zürich/ Salomon Fehr, Frauenfeld; - Artilleriesektion;: Eduard Rahm, Schaffhausen; - 2. Linienregiment: Jost Fridolin aus Näfels, 1825: August von Bontems-Lefort, Genf; - Oberstleutnant: Baptist Bucher, Unterwalden, 1823: François de Riaz, Waadt ; - Bataillonschefs: Karl von Glutz-Blotzheim, Solothurn/ Franz Dominik Ab Yberg/ Simon Zenklusen, Wallis; - Artilleriesektion: Joseph Nideröst; - 3. Linienregiment: Albert Bernhard von Steiger aus Laupen, 1826: Jost von Rüttimann, Luzern; - Oberstleutnant: Barthélemy Denervaux, Mézières; - Bataillonschefs: Jost von Rüttimann, Luzern/ Karl Martin Kajetan Andermatt, Zug/ Robert Scipio von Lentulus, Bern; - Artilleriesektion. Jacques Lenoir; - 4. Linienregiment: Franz Simon Fidelis Rudolf Anton von Salis-Zizers, 1825: François de Riaz, Waadt; - Oberstleutnant: François de Riaz, Waadt, 1823: Charles de Bontems; - Bataillonschefs: Peter Ludwig von Donatz, Graubünden/ Octave Louis de La Harpe, Waadt/ Jean Marie Cusa, Tessin; - Artilleriesektion: Pierre de Bontems, Genf; |
| Einsatz, Ereignisse               | Sammlungsort der vier Linienregimenter war Besançon und die erste Musterung fand in Dijon statt. Dann bezogen sie ihre ersten Standorte in der französischen Provinz: - 1. Linienregiment: Lyon; - 2. Linienregiment: Dijon; - 3. Linienregiment: Besançon; - 4. Linienregiment: Clermont-Ferrand. Die vier Linienregimenter wurden vorwiegend im Garnisonsdienst eingesetzt, d. h., sie hatten in strategisch wichtigen Örtlichkeiten für Ruhe und Ordnung zu sorgen. Als 1816/17 Hungersnöte ausbrachen, mussten sie auch Proviantzüge eskortieren und Plünderungsversuche verhindern. Im Allgemeinen gelang es den Kommandanten jedoch, mit den örtlichen Behörden und der Bevölkerung gute Beziehungen aufzubauen und zu unterhalten. Der König und Paris waren in aller Regel weit weg (anders war es bei den Garderegimentern, die in Paris unter dem zunehmend schlechten Image der Bourbonen zeitweise zu eigentlichen Hassobjekten wurden). Beim Amtsantritt von Karl X. sorgten dessen Brüskierungen für Unverständnis. Insbesondere seine Willkür bei den Beförderungen auf den obersten Kommandostufen erzeugte Unmut. Im 3. Linienregiment beispielsweise überging er wesentlich geeignetere Kandidaten und beförderte den weitgehend unfähigen Rüttimann an die Spitze. Was bei Ausbruch der Julirevolution von 1830 noch zu Schwierigkeiten führen sollte. Die Nachricht dieses Umsturzes und die Anordnung der provisorischen Regierung, die bourbonischen Lilien durch die Trikolore zu ersetzen, erreichte die einzelnen Einheiten, bevor die Instruktion aus der Schweiz eintraf, sich zur Abdankung in Besançon einzufinden: - 1. Linienregiment Bleuler: in Grenoble stationiert, konnte sich einigermassen unbehelligt nach Besançon begeben. - 2. Linienregiment Bontems: in Lorient in Garnison, mit Detachementen in Port Louis und in der Festung Penthievre am Eingang der Halbinsel Quiberon, hatte schon mehr Schwierigkeiten. In Rennes kam es nur weiter, weil Bontems widerwillig einwilligte, den weissen Federbusch am Tschako durch die dreifarbige Kokarde zu ersetzen. In Orléans entging es, anders als die beiden Garderegimenter, der Entwaffnung und langte schliesslich mit den Waffen in Besançon an. - 3. Linienregiment Rüttimann: in Nîmes, wo die neue Regierung zum Aufbau der nötigen Behörden Zeit brauchte, war das Verhältnis von Rüttimann mit den Lokalen gespannt. Der Uneinsichtige musste zuerst durch Oberstleutnant Karl von Bontems ersetzt werden, der rasch die Kommunikation verbessern konnte. Er kam zuerst mit über den Tschako gezogenen Futter weiter, musste aber, unter Umgehung von Grenoble, schliesslich doch den Federbusch durch die Kokarde ersetzen, um nach Besançon zu gelangen. - 4. Linienregiment Riaz: auf Korsika mit Depot in Toulon, wo die Nachricht zuletzt eintraf. Die Abreise wurde dadurch verzögert, dass die ablösende französische Einheit auf sich warten liess. Bevor die Emotionen der Korsen hoch kochten, kam das Regiment jedoch weg und verschob sich mit den Waffen nach Besançon. Allerdings ebenfalls unter Anwendung der "Tschakosentenz": zuerst das Futter und dann die Kokarde. In Besançon erfolgte dann die Administration der Abdankung, die etwa zwei Wochen dauerte. Die Mehrzahl der Entlassenen liess sich in Neapel anwerben oder trat 1831 in die französische Fremdenlegion ein. |

Ludwig XVIII. hätte also in seinen Haustruppen neben der "Königlichen Schweizer Garde" nominell über gut 12'000 Mann Schweizer Truppen verfügen sollen:
|                             | Offiziere | Unteroffiziere und Soldaten | Total Mann |
| 2 Garderegimenter           | 182       | 4'372                       | 4'554      |
| 4 Linienregimenter          | 364       | 7'460                       | 7'924      |
| Schweizer Truppen insgesamt | 546       | 11'832                      | 12'378     |

Diese Zahl wurde aber während der ganzen Dienstzeit nie erreicht!

## Unbeliebte Schutz- und Kampftruppe eines zunehmend unpopulären Herrschers
Ludwig XVIII. sah sich nach seiner zweiten Restauration mit einem von der alliierten Besatzung ausgeplünderten Frankreich und einem rasch wachsenden Einfluss der Ultra-Royalisten unter der Führung seines Bruders Charles Philippe, dem späteren König Karl X., konfrontiert. Letztere erzielten bei den Parlamentswahlen im August 1815 einen überwältigenden Erfolg, den sie sogleich für ihre Ziele instrumentalisierten. So kam es unter ihrem Einfluss zu einer landesweiten, teilweise von terroristischer Gewalt begleiteten Vergeltungs- und Säuberungswelle, der neben prominenten Heerführern Napoleons auch die politische Laufbahn Talleyrands zum Opfer fiel. Die sich verschärfende Polarisierung zwischen royalistischen und liberalen Kräften führte zu ständigen Konflikten zwischen Regierung und Kammer, sodass Ludwig XVIII. das Parlament 1816 auflöste und Neuwahlen ausschrieb. Es gelang ihm dabei, in der Kammer eine gemässigte Mehrheit herzustellen, was der bürgerlichen Mitte zugutekam und die politische Linke erstarken liess.
Inzwischen waren auch die Reparationszahlungen Frankreichs an die Alliierten überraschend schnell abgetragen worden und Ludwig XVIII. deren Besatzung losgeworden. 1818 trat er sogar der Heiligen Allianz bei. Es gelang ihm jedoch nicht, die innenpolitischen Gegensätze zwischen den Liberalen und Royalisten unter Kontrolle zu bringen.
1820 löste ein tödliches, politisches Attentat auf den Sohn von Charles Philippe, den Herzog von Berry, einen politischen Umsturz zu Gunsten der Royalisten aus und eine Phase der politischen Gewalttätigkeit ein, die die Kernpunkte der erreichten Liberalisierung wieder beseitigte.
Die anfängliche Popularität Ludwigs XVII. kehrte sich, je mehr er sich von der "Charte" entfernte, rasch ins Gegenteil. Dies war auch dem Ruf der Schweizer Truppen abträglich, die zunehmend zur Hassfigur des gemeinen Mannes wurden. Das Garnisonsleben mit eintönigem Exerzieren, Paradieren, Eskortieren und Wachtdienst wurde nur einmal unterbrochen. 1823 beauftragte die heilige Liga Ludwig XVIII., in ihrem Namen in Spanien zu Gunsten des dortigen Monarchen militärisch zu intervenieren. An diesem Feldzug war auch ein Teil der Schweizer Truppen beteiligt.
Ludwig XVIII. selber litt zunehmend an Altersschwäche (einmal soll er sogar während seiner Rede vor dem Parlament eingeschlafen sein!), zog sich immer mehr zurück und verschied 1824.

## Haustruppe des letzten Bourbonen
Karl X. war bereits 67-jährig als er Nachfolger seines Bruders wurde. Er setzte seine strikt restaurative, aber realitätsfremde Politik auch als König fort. Er entfernte sich immer mehr von der Verfassung ("Charte") seines Vorgängers.
Auch gegenüber seinen Schweizer Truppen. Als Generaloberst der Schweizer Truppen zurückgetreten, ernannte er z. B., als eine seiner ersten Entscheidungen, den Herzog von Bordeaux zu seinem Nachfolger... ein kleines Kind! Auch bei der Neubesetzung der Kommandostellen hielt er sich nicht an die Kantonsherkunft. Der Affront und der Verstoss gegen die Kapitulation beschäftigte die Tagsatzung, jedoch ohne Auswirkung.
In der französischen Innenpolitik gelang es ihm zwar nicht, die Mehrheit im Parlament zu gewinnen und die Kammer von der Wiedereinführung der Aristokratie zu überzeugen. Doch seine reaktionäre Regierung führte zu einer zunehmenden Entfremdung zwischen Monarch und Hauptstadt. Die Schweizer Garderegimenter wurden in der Presse, in der Kammer und sogar auf offener Strasse als "rote Schweizer" zum Ziel von hasserfüllten Schmäh- und Verleumdungsaktionen.
Bei seinem Versuch das Parlament aufzulösen, schlug der Volkszorn in den offenen Aufstand der Julirevolution von 1830 um. Bei diesen Kämpfen wurden auch die Schweizer Truppen in Mitleidenschaft gezogen und beklagten einige Hundert Tote und Verwundete. Karl X. gelang es, nach England zu fliehen.
Ein Rumpfparlament erklärte Louis-Philippe I. aus dem Haus Orléans zum Generalleutnant des Reiches und verkündete ihn als "König der Franzosen". Er wurde so der letzte König Frankreichs überhaupt.
Karl X. starb 1836 im Exil in Slowenien an der Cholera. Er war der letzte Bourbone auf dem französischen Thron.

## Das Ende von vier Jahrhunderten militärischer Zusammenarbeit
Nach den Ereignissen der Julirevolution von 1830 zog die Eidgenossenschaft ihre Schweizer Truppen in französischen Diensten endgültig zurück. Viele Truppenangehörige traten in die neapolitanischen Schweizer Regimenter über, andere in die vom letzten "König der Franzosen", Louis-Philippe I., geschaffene französischen Fremdenlegion.
| Bezeichnung, Einsatzdauer         | (94fra) französische Fremdenlegion 1831–1835, 1839–heute |
| Jahr, Vertragspartner             | 1831, Verordnung des "Bürgerkönigs" Louis-Philippe I. auf Vorschlag von Kriegsminister Marschall Soult. Die französische Fremdenlegion durfte in Frankreich aus Einheimischen und Frfraemden gebildet, aber nur im Ausland eingesetzt werden. 1839, Verordnung von König Louis-Philippe I. zur Neugründung. |
| Bestand, Formation                | 1831: 7 Bataillone, 1839: 5 Bataillone |
| Herkunft Kader, Truppe            | Missliebige, Kriminelle und Männer ohne andere Alternativen aus Frankreich und dem Ausland: - 1. Bataillon: Veteranen der 7. und 8. Schweizer Garderegimenter und des Regiments Hohenlohe; - 2. Bataillon: Schweizer und Deutsche; - 3. Bataillon: Schweizer und Deutsche; - 4. Bataillon: Spanier und Portugiesen; - 5. Bataillon: Sarden und Italiener; - 6. Bataillon: Belgier und Holländer; - 7. Bataillon: Polen. |
| Besitzer, Kommandant, Namensgeber | Erster Kommandant war der Schweizer Christoph Anton Stoffel aus Arbon, ehemals Kommandant des napoleonischen 2. Fremdenregiments. |
| Einsatz, Ereignisse               | Die Fremdenlegion unterstand seit jeher direkt dem jeweiligen Staatsoberhaupt Frankreichs: damals dem König, heute dem Präsidenten der Republik. Sie wurde zur Eroberung und Behauptung Nordafrikas, speziell Algeriens aufgestellt. Ihre ersten Depotstandorte waren in Langres, Bar-le-Duc, Agen und Auxerre. Das algerische Sidi bel Abbès wurde zum frühen Hauptquartier. Die im Allgemeinen schlechte Moral ihrer Rekruten (Perspektivlosigkeit, Verzweiflung, Ausweglosigkeit, ...) wurde durch die legendäre, extrem strenge Disziplin kompensiert. 1835 wurde sie von Louis-Philippe I., im spanischen Bürgerkrieg eingesetzt, der spanischen Königin Isabella II. überlassen und per königlichem Dekret aus der französischen Armee ausgegliedert. 1839 gründete sie Louis-Philippe I. per Verordnung erneut, um die französischen Truppen in Algerien zu verstärken. Sie ist heute eine Eliteeinheit der französischen Landarmee. |

Die Schweiz beendete so die seit dem Freundschaftsvertrag von 1453 von Montil-les-Tours andauernde militärische Zusammenarbeit mit dem westlichen Nachbarn endgültig.
Knapp zwei Jahrzehnte später entstand 1848 mit der Bundesverfassung die moderne Schweizer Eidgenossenschaft.
Der nun von liberalen Kräften dominierte junge Bundesstaat schaffte 1849 und 1859 schrittweise den fremden Dienst von Schweizer Truppen ab, 1927 auch den von einzelnen Bürger, sofern nicht vom Bundesrat bewilligt. Seit 2015 sind zudem private Söldnerfirmen ausdrücklich verboten.